# Pseudomeloe espostoi
Pseudomeloe espostoi là một loài bọ cánh cứng trong họ Meloidae. Loài này được Escomel miêu tả khoa học năm 1917.